# Marco Terrazzino
Marco Terrazzino (* 15. April 1991 in Mannheim) ist ein deutscher Fußballspieler, der für den Regionalligisten Wuppertaler SV spielt.

## Karriere
Terrazzino, der neben deutschen auch die italienische Staatsbürgerschaft besitzt, begann mit dem Fußballspielen im Alter von vier Jahren beim VfL Neckarau. 2007 wechselte er gemeinsam mit sechs weiteren Jugendspielern des VfL, darunter Pascal Groß, zur TSG Hoffenheim und spielte für diese in der Saison 2007/08 in der neu gegründeten U-17-Bundesliga. Dabei erreichte die Hoffenheimer Mannschaft das Finale um die deutsche Jugendmeisterschaft, in dem Terrazzino zwei Tore beim 6:4-Sieg über Borussia Dortmund beisteuerte. Daraufhin rückte er in die U-19 des Vereins auf und trainierte zeitweilig auch mit der Bundesligamannschaft, für die er auch in Freundschaftsspielen auflief und Tore erzielte.
Mit Beginn der Rückrunde der Spielzeit 2008/09 gehörte Terrazzino schließlich zum Profikader der TSG und bestritt am 18. Spieltag (31. Januar 2009) beim 2:0-Sieg gegen Energie Cottbus sein Debüt in der Bundesliga, als er in der 88. Minute für Boubacar Sanogo eingewechselt wurde. Im Laufe der Saison sollten noch zehn weitere Einwechslungen in der Bundesliga folgen. Am 24. und 26. März 2009 absolvierte er seine ersten zwei Einsätze für die deutsche U-18-Auswahl und wurde am 9. September 2009 mit der vom DFB vergebenen Fritz-Walter-Medaille seines Jahrgangs in Gold ausgezeichnet. 2009/10 absolvierte Terrazzino für die Lizenzmannschaft der TSG Hoffenheim acht Einsätze in der Bundesliga und kam weiterhin für die A-Jugend zum Einsatz, die den Vereinspokal 2009/10 im Finale gegen Hertha BSC gewann. Mit Beginn der Saison 2010/11 gehörte Terrazzino nicht mehr zum Bundesligakader und wurde Bestandteil der Reservemannschaft, die 2010/11 in der Regionalliga spielte.
Am 28. Januar 2011 wechselte er gemeinsam mit Pascal Groß zum Zweitligisten Karlsruher SC. Dort debütierte er am 13. Februar 2011 bei der 2:6-Heimniederlage mit einer Einwechslung gegen Hertha BSC und erzielte sein erstes Profitor am 10. April 2011 im Auswärtsspiel beim FC Erzgebirge Aue. Zur Saison 2012/13 verpflichtete ihn der SC Freiburg. Zur Saison 2014/15 wechselte Terrazzino in die 2. Bundesliga zum VfL Bochum, bei dem er einen bis zum 30. Juni 2016 laufenden Vertrag unterschrieb. Nach Ablauf seines Vertrages beim VfL kehrte Terrazzino zur TSG Hoffenheim zurück und unterschrieb einen Zweijahresvertrag.
Zur Saison 2017/18 schloss er sich erneut dem SC Freiburg an, für den er in der Folge 40 Partien in der Bundesliga sowie im Pokal absolvierte (ein Tor). Der Mittelfeldspieler konnte sich jedoch keinen Stammplatz erkämpfen und wurde auch sporadisch in der Regionalligamannschaft eingesetzt. Die Hinrunde der Saison 2019/20 verpasste Terrazzino aufgrund einer Knieverletzung und wurde nach zwei Einsätzen für die zweite Mannschaft innerhalb der Winterpause für die Rückrunde an den Zweitligisten Dynamo Dresden verliehen. Nach seiner Rückkehr aus Dresden spielte Terrazzino in der sportlichen Planung von Freiburgs Trainer Christian Streich keine Rolle mehr und sein Vertrag wurde Anfang Oktober 2020 kurz vor Schließung des Transferfensters aufgelöst. Er unterschrieb daraufhin einen Vertrag beim Zweitligisten SC Paderborn 07. Nachdem dieser im Sommer 2021 ausgelaufen war, wechselte Terrazzino nach Polen zu Lechia Gdańsk.
Während der Saison 2023/24 wechselte Terrazzino zum Regionalligisten Wuppertaler SV.

## Persönliches
Sein Bruder Stefano Terrazzino (* 1979) ist Tänzer und in Polen tätig.